# ジャマール・ラスセルズ
ジャマール・ラスセルズ（Jamaal Lascelles（[dʒəˈmɑːl ləˈsɛls], 1993年11月11日 - ）は、イングランド・ダービー出身のプロサッカー選手。ニューカッスル・ユナイテッドFC所属。ポジションは、ディフェンダー。

## クラブ経歴
ノッティンガム・フォレストFCの下部組織出身。プロ契約前の2011年1月にはアーセナルFCからオファーがあったが、クラブ側が拒否した。2011年3月、トップチームに昇格。2012年1月のバーンリーFC戦でスタメン入りしトップチームデビュー。
2012年3月、出場機会確保のためフットボールリーグ1のスティヴネイジFCにシーズン終了までの契約でレンタル移籍。
レンタル復帰後もしばらく出番を得ることに苦しんだが、2013–14シーズンにレギュラーを獲得した。
2014年8月、プレミアリーグのニューカッスル・ユナイテッドFCにカール・ダーロウとともに移籍。2014–15シーズンはレンタルの形でノッティンガムに残留した。2015-16シーズン、チームは降格の危機に瀕する。4月11日のサウサンプトンFC戦の後にはチームメート達のやる気のなさを批判し、監督がラファエル・ベニテスに交代した後は試合での精度を向上させていったが、結局ニューカッスルは降格した。
2016年8月、新キャプテンに任命された。同シーズンはベニテスに信頼され出場機会が増加し、シーズン残り4ヶ月の時点にはヘルニアに悩まされるも、ニューカッスルのプレミアリーグ復帰を後押しした。
2017-18シーズンの序盤は、9月にプレミアリーグ月間最優秀選手の候補にノミネートされるなど好調を維持。10月6日にはニューカッスルとの契約を2023年まで延長した。同月のトレーニング中にはチームメートのモハメド・ディアメと乱闘騒ぎになるも和解。後日、チームメートとスタッフ全員を両選手は昼食に誘っている。
開幕前にチェルシーFCやトッテナム・ホットスパーFCからの興味が持たれていた2018-19シーズンはベニテスとの確執がささやかれるなど、クラブとの関係が良好でないと思われていたが、11月1日に契約を2024年まで延長した。

## 代表歴
各年代でイングランド代表に選出されており、2013 FIFA U-20ワールドカップ等に参加した。

## タイトル
個人
- フットボールリーグ・チャンピオンシップ年間ベストイレブン: 2016-17